# Arcos de las Salinas
Arcos de las Salinas es un municipio y localidad española de la provincia de Teruel, en la comunidad autónoma de Aragón. El término municipal, ubicado en la comarca de Gúdar-Javalambre, tiene una población de 110 habitantes (INE 2024).

## Geografía
Arcos de las Salinas está bañado por diversos caudales de agua, destacan el río Arcos, y el río Torrijano. Se encuentra en una zona protegida como LIC (Lugar de Interés Comunitario).
Tiene un área de 112,99 km² con una población de 118 habitantes (INE 2020) y una densidad de 0,94 hab./km². Su altitud es de 1081 m sobre el nivel del mar, y está a 73 km de Teruel capital.
Los diversos caseríos que integran Arcos son Agua Buena, Hoya de la Carrasca, La Dehesilla, La Higuera, La Torre, Dueñas, Las Salinas, Los Villares, Mas del Río, Royuela, Tormagal y Zacarías.

## Historia
Propiedad de la tierra: Siempre de realengo, por pertenecer a la comunidad aragonesa. Estuvo encuadrada en la comunidad de aldeas de Teruel en la Sesma del Campo de Sarrión, hasta la división provincial de 1833.
Hasta la reforma de la nomenclatura municipal de 1916 el municipio se llamaba simplemente Arcos. En dicha fecha su nombre fue modificado por el de Arcos de las Salinas.

## Demografía
Arcos de las Salinas cuenta con una población de 110 habitantes (INE 2024).
| Gráfica de evolución demográfica de Arcos de las Salinas entre 1842 y 2021 |
| |
| Población de derecho según los censos de población del INE Población de hecho según los censos de población del INEEn estos censos se denominaba Arcos: 1842, 1857, 1860, 1877, 1887, 1897, 1900 y 1910 |

## Administración y política

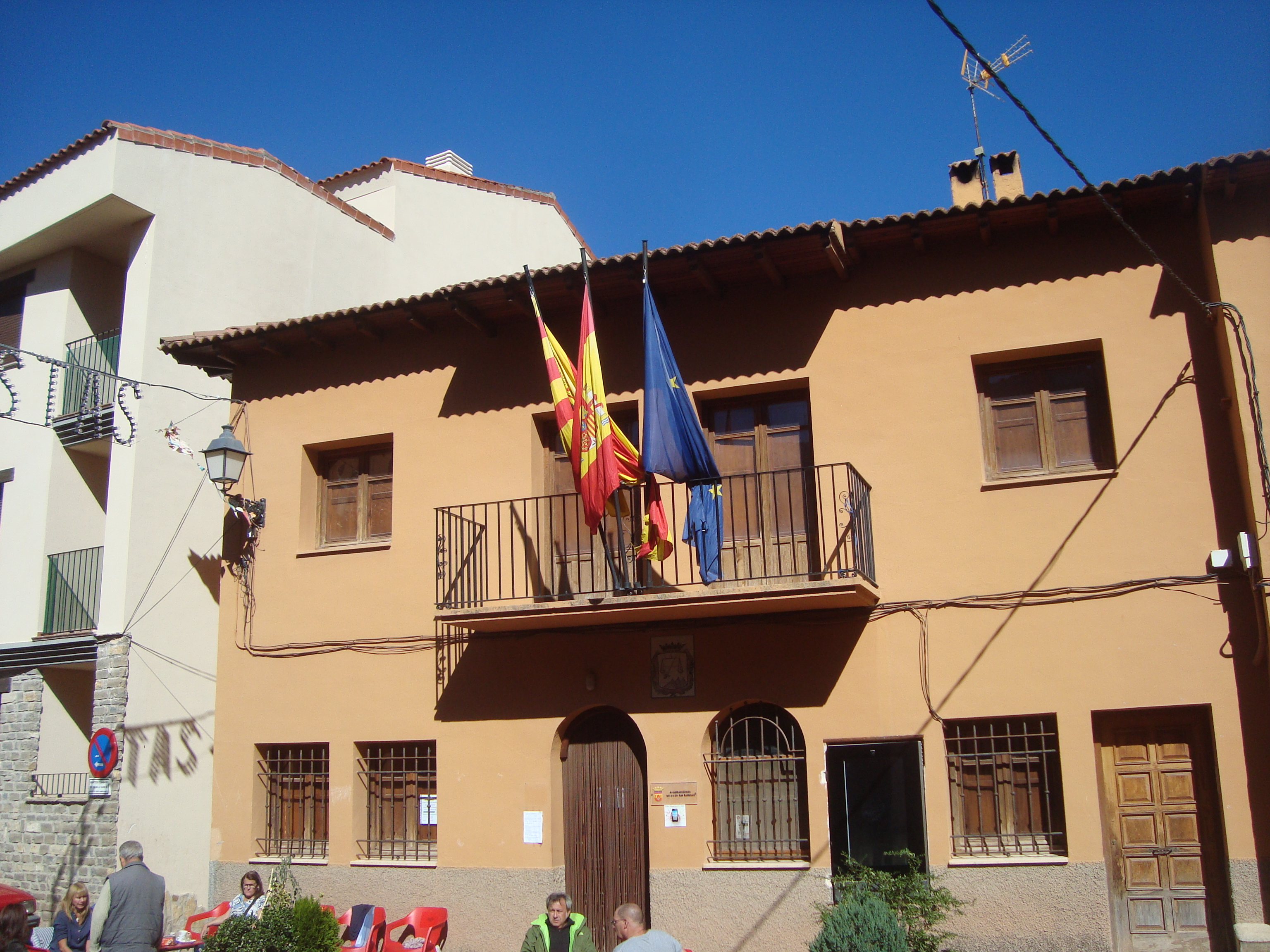
Casa consistorial

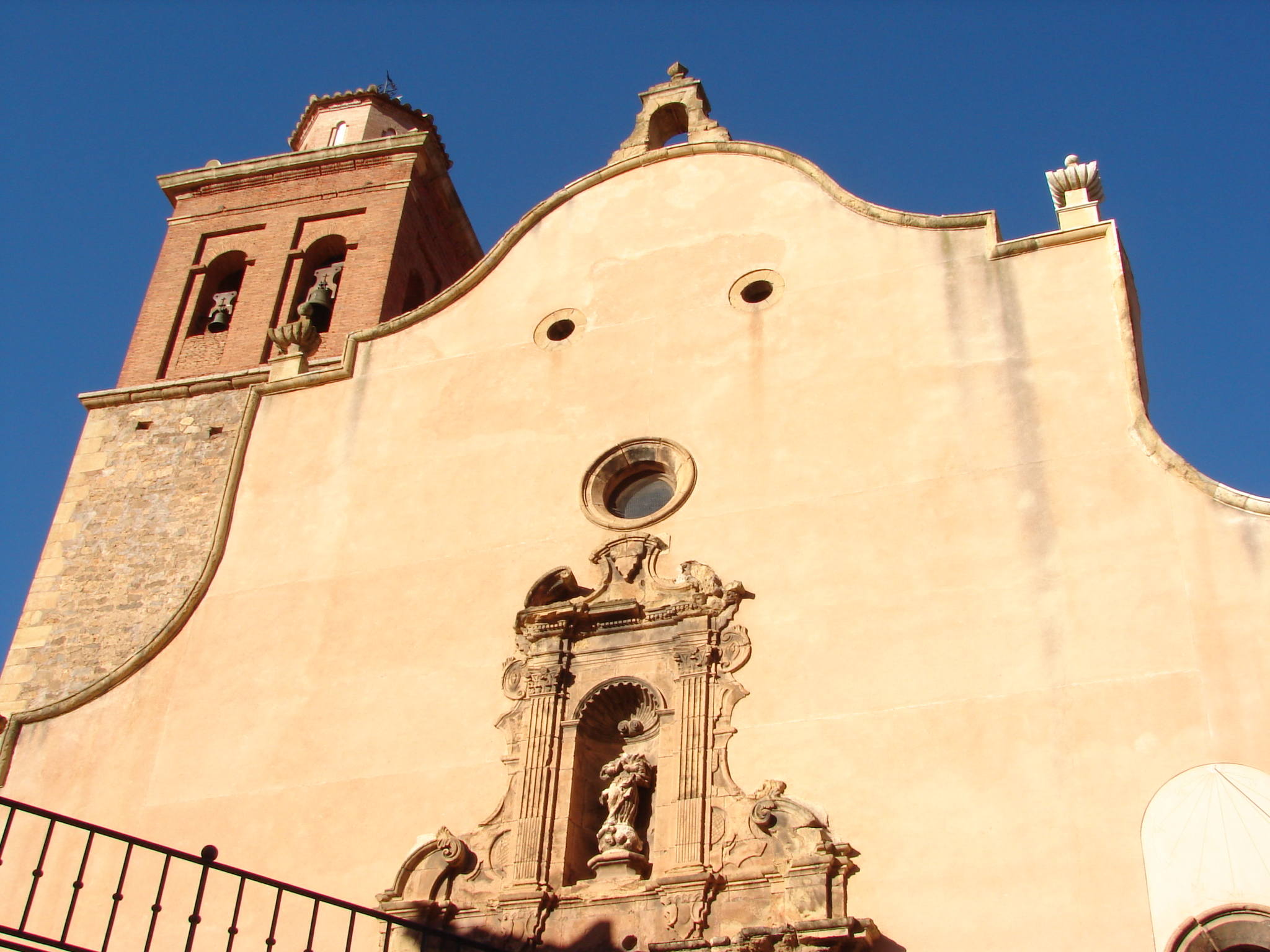
Iglesia de la Inmaculada

| Período   | Alcalde                   | Partido      |
| --------- | ------------------------- | ------------ |
| 1979-1983 | José Ballestero Rodríguez | UCD          |
| 1983-1987 |                           |              |
| 1987-1991 |                           |              |
| 1991-1995 | Alicia Ballestero Pinazo  | PSOE         |
| 1995-1999 |                           |              |
| 1999-2003 |                           |              |
| 2003-2007 |                           |              |
| 2007-2011 | Rafael Pinazo Gamir       | PP de Aragón |
| 2011-2015 | José Luis Alvir Martínez  | PP de Aragón |
| 2015-2019 | José Luis Alvir Martínez  | PP de Aragón |
| 2019-2023 | José Luis Alvir Martínez  | PP de Aragón |

| Partido político    | Partido político                                   | 2003   | 2007   | 2011   | 2015   |
| Partido político    | Partido político                                   | Ediles | Ediles | Ediles | Ediles |
|                     | Partido Popular de Aragón (PP)                     | 4      | 4      | 4      | 2      |
|                     | Partido de los Socialistas de Aragón (PSOE-Aragón) | 1      | 1      | 3      | 1      |
|                     | Partido Aragonés (PAR)                             | —      | —      | —      | 0      |
| Total de concejales | Total de concejales                                | 5      | 5      | 7      | 3      |

## Patrimonio histórico
A lo largo del municipio se observan arcos con sus correspondientes portales, todo ello de la época, que hoy día se han restaurado. El municipio se encuentra en un proceso de recuperación de patrimonio arquitectónico; como ejemplos, la iglesia de la Inmaculada, el batán y la antigua casa consistorial.
Diversas ermitas se reparten por el término municipal: San Juanico, Virgen de los Dolores, Santa Quiteria, San Cristóbal y San Blas, San Roque, San Salvador.

### Salinas
Conocida como «Archos» de las crónicas bajomedievales, su nombre se debe a la existencia de unas salinas que existen aguas abajo del río Arcos, a casi dos kilómetros de la población, dirección oeste. Las salinas de Arcos de las Salinas estaban ya en actividad a mediados del siglo XII, tras la conquista de la zona por Jaime I. En 1357 las salinas se fortificaron, convirtiendo el edificio donde se encontraba el pozo en una torre de defensa. Las salinas fueron explotadas la mayor parte del tiempo por la Comunidad de Teruel, volviendo a ser propiedad del Estado al establecerse el estanco de la sal en 1749. En 1907 se privatizaron, pasando a manos de la familia Campillo, que son sus actuales poseedores.
Las salinas cuentan con dos pozos, uno que no se utiliza desde hace mucho tiempo y otro equipado con una noria movida por caballerías para la extracción. El agua salada se transportaba mediante canales de madera elevados a distintas balsas de concentración, y de ellas a las eras de cristalización. El edificio en el que está situada la noria está parcialmente hundido, pero el resto de las instalaciones se encuentra en relativo buen estado.
Actualmente, el complejo histórico etnográfico formado por las salinas y la ermita está catalogado como bien de interés cultural desde 2010. Existe una fundación constituida por los propietarios de las Salinas que se está haciendo cargo de su puesta en valor, la Fundación Reales Salinas de Arcos de las Salinas; el 15 de septiembre de 2019  recuperó la romería de la Virgen de los Dolores de las Salinas, celebrando la eucaristía Francisco Gómez Cantero, obispo de Teruel y Albarracín, y el 29 de septiembre de 2019 organizó la I celebración de la visita del rey Jaime I a las Salinas, conmemorándose el 760 aniversario. 
La Fundación Reales Salinas de Arcos de las Salinas del 28 de septiembre al 2 de octubre de 2020 realizó unos trabajos arqueológicos que han datado que ya se hacía sal en Las Salinas en el 2500 a. C., por tanto la investigación promovida por la Fundación demuestra que al menos hace 4500 años ya se hacía sal.

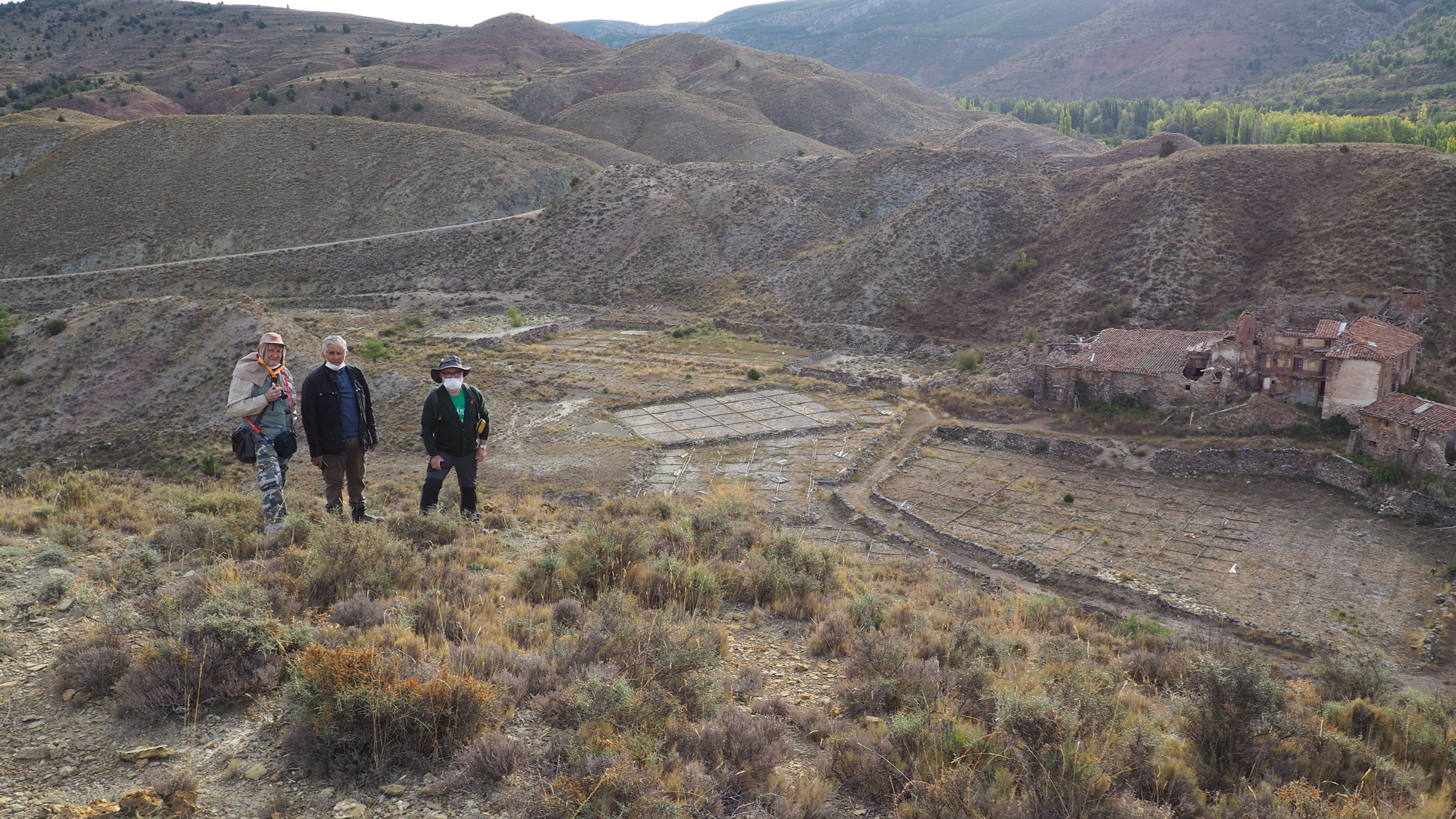
Equipo de arqueólogos en Las Salinas

El equipo formado por los arqueólogos e historiadores Mariano Ayarzagüena Sanz, Santiago Valiente Cánovas y Jesús Fernando López Cidad, miembros de la Sociedad Española de Historia de la Arqueología (SEHA) y de la Sociedad Española para la Defensa del Patrimonio Geológico y Minero (SEDPGYM), ha llevado a cabo hallazgos que constatan que en la Edad del Bronce en Las Salinas se hacía la sal usando el fuego, han descubierto que en las zonas de trabajo hubo hornos con fuegos artificiales para cocer la sal que se cristalizaba mediante el evaporamiento forzado. 
Este descubrimiento es de gran importancia pues hasta el momento había una hipótesis pero ninguna evidencia y Las Salinas documentalmente se databan en época de Jaime I, en todo caso las investigaciones están en un estado muy incipiente y no se descarta que su antigüedad sea mayor.
Este hallazgo ha sido posible gracias al plan director coordinado por el arquitecto Jorge Cornejo Martín y con un equipo multidisciplinar a su cargo que desde la Fundación Reales Salinas de Arcos se está llevando a cabo para poner en valor Las Salinas y convertirlas en un motor económico y social de la comarca de Gúdar-Javalambre en Teruel.
En enero de 2019, el Ayuntamiento publicó una nota informativa sobre las Salinas, con la participación del arqueólogo Javier Ibáñez González, en la que se explica la evolución jurídico-administrativa de los últimos años, la visión municipal y la voluntad de solucionar tal cuestión de manera eficaz y pactada.

## Observatorio Astrofísico de Javalambre (OAJ)

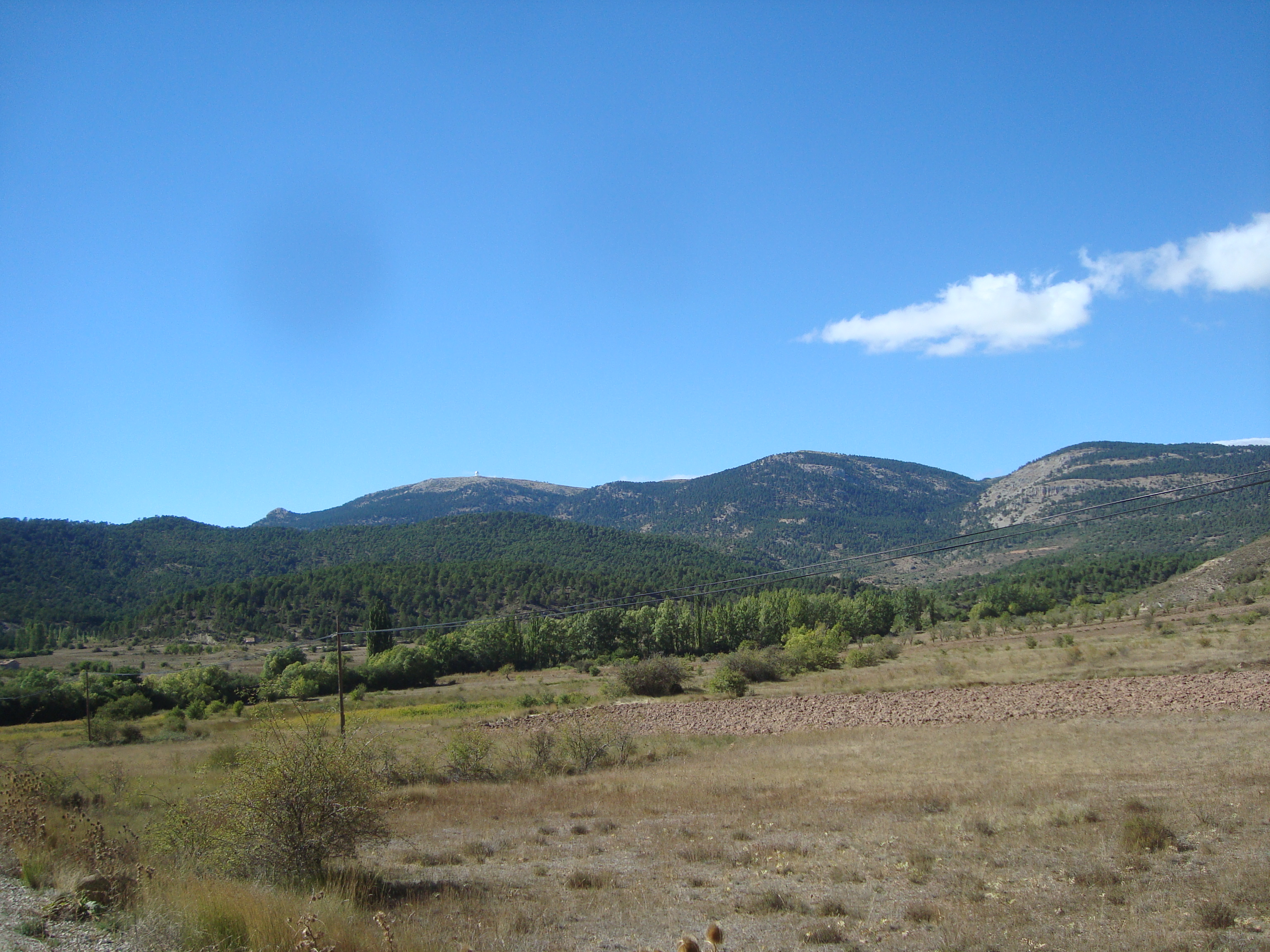
Sierra de Javalambre, pico del Buitre y Observatorio Astrofísico de Javalambre

En el municipio de Arcos de las Salinas se encuentra el Observatorio Astrofísico de Javalambre (OAJ), situado en el pico del Buitre (1957 m), en plena sierra de Javalambre. Unido al observatorio astronómico se construyó el Centro de Difusión y Práctica de la Astronomía denominado «GALÁCTICA» que, tras varios años de retrasos, se encuentra en la fase final para su apertura (2020). En agosto de 2019 fue final de etapa de la Vuelta Ciclista a España, situándose como novedad y como destino clave para el ciclismo de carretera.

## Fiestas
- Día del Pilar, se celebra el 12 de octubre.
- Romería de Santa Quiteria, se celebra el domingo más próximo al 22 de mayo.[24]  Se trata de una romería festivo-religiosa que tiene lugar en la ermita de Santa Quiteria, situada en el lugar de Hoya de la Carrasca.
- Se celebran también San Juanico, el 21 de junio, la Asunción de María, el 15 de agosto.
- Romería de la Virgen de los Dolores de las Salinas, se celebra el domingo más cercano al 15 de septiembre, festividad de la Virgen de los Dolores.[13][14][15]